# Putto

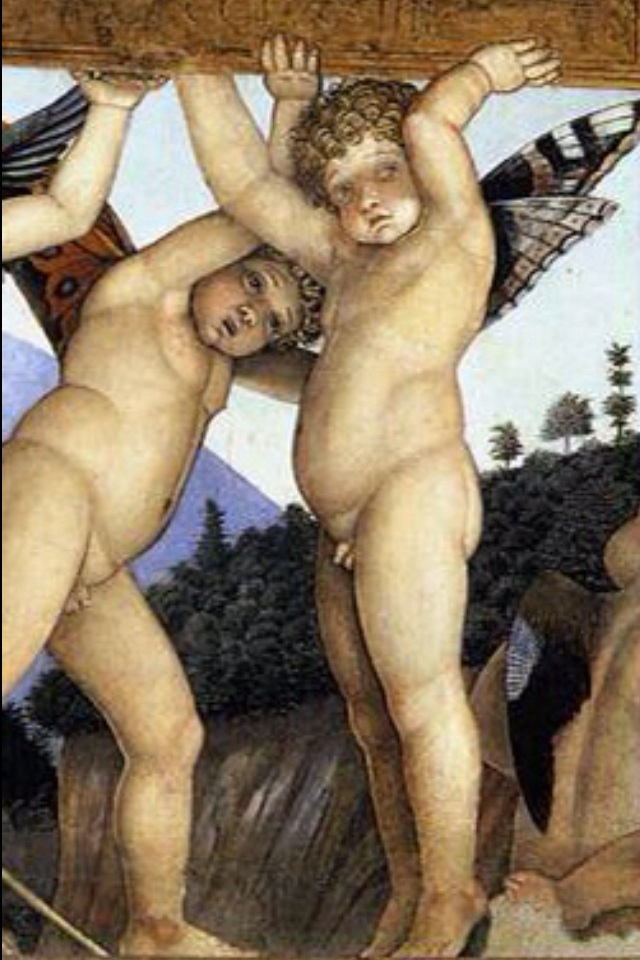
Putti dipinti da Andrea Mantegna (dettaglio dalla Camera degli Sposi al Castello di San Giorgio di Mantova).

Putto è un termine che nel campo dell'arte indica un bambino nudo, quasi sempre di sesso maschile e spesso raffigurato con le ali.
La figura del putto è stata utilizzata in raffigurazioni allegoriche o per fini puramente decorativi, in forma ripetitiva. Se si tratta di una personificazione di Cupido, viene chiamato Amorino.

## Etimologia

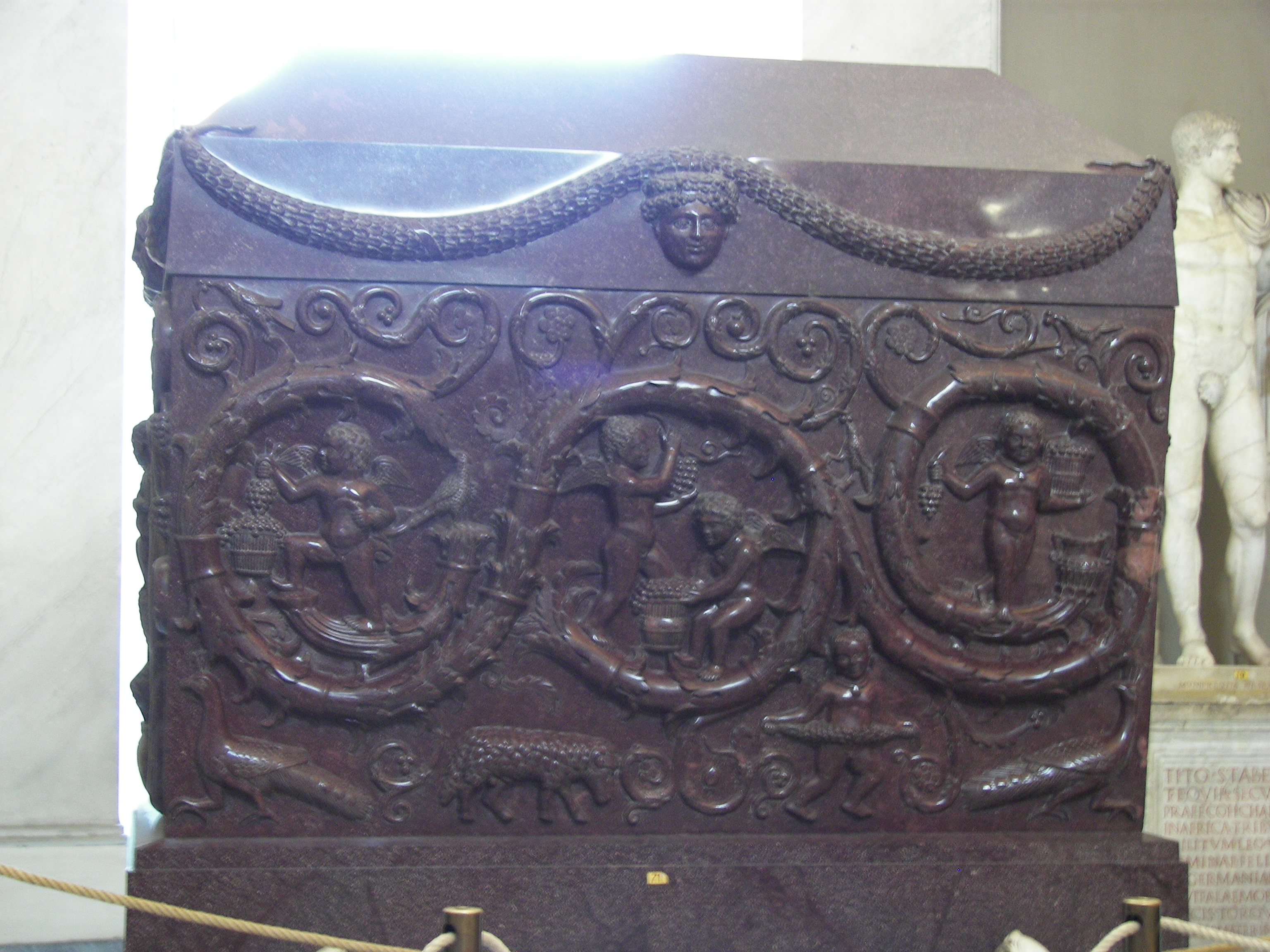
Putti vendemmianti, sul sarcofago di Costantina

Il termine deriva dal latino putus e nel campo della storia dell'arte viene ripreso dall'italiano anche in altre lingue. Venne utilizzato per le descrizioni di opere d'arte tra i primi dal Vasari nella sua opera Le vite de' più eccellenti pittori, scultori e architettori italiani, da Cimabue insino a' tempi nostri (1550-1565).

## Storia

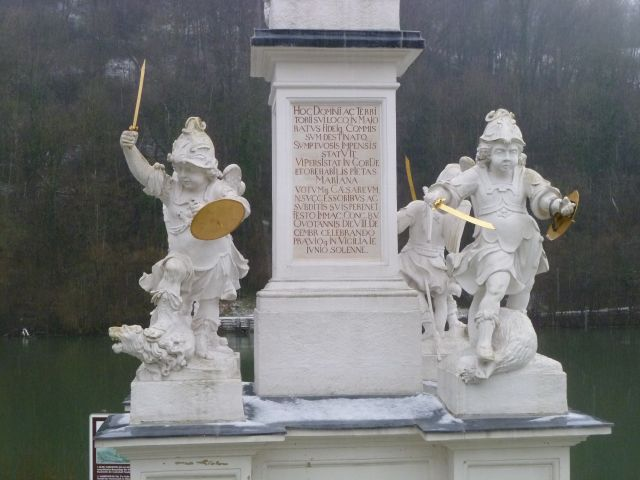
Putti bellicosi intorno al piedistallo della Colonna dell'Immacolata a Wernstein am Inn.

Dall'antichità ad oggi sono stati utilizzati per raffigurare la figura infantile di Eros, il dio dell'amore, e in questa forma è conosciuto anche come "erote", "cupido". Esempi di tali raffigurazioni si trovano già in sculture e rilievi greci o in pitture di Pompei.
Già in epoca romana assume spesso un valore soprattutto decorativo, con scene di putti impegnati in scherzosi combattimenti, competizioni sportive, riti religiosi o in altre attività (pesca, vendemmia, attività produttive). Un carattere ancora più marcatamente decorativo assumono i putti sorreggenti ghirlande, per esempio nei sarcofagi.
Nell'arte paleocristiana questa forma è stata utilizzata in raffigurazioni di valore simbolico e per raffigurare angeli. Dal Rinascimento tali raffigurazioni di angeli in forma infantile aumentano di numero e sono spesso in connessione con la musica. Il revival viene in particolare attribuito allo scultore Donatello, anche se vi sono testimonianze precedenti del loro uso (ad esempio, la tomba di Ilaria del Carretto a Lucca). Il motivo viene successivamente ripreso anche nel XVI secolo nei Paesi Bassi e Germania, nel periodo manierista e nel Rinascimento francese.
Nell'arte barocca sono ampiamente diffusi come motivo decorativo nelle chiese, per altari, organi, cornici in stucco, affreschi e sculture.
L'iconografia non viene mai fissata in regole precise e i putti non hanno specifici attributi, ma possono utilizzare quelli tipici di altre figure, assumendo diversi significati.